# Copa Constitució 2011
Der Copa Constitució 2011 war die 19. Auflage des andorranischen Fußballpokals. Alle Mannschaften der Primera sowie die zur Saisonhälfte acht (von zehn) besten Teams der Segona Divisió waren antrittsberechtigt. Der Bewerb wird zwischen dem 16. Januar 2011 und dem 8. Mai 2011 ausgetragen. Der Sieger qualifizierte sich für die 1. Qualifikationsrunde zur UEFA Europa League 2011/12.
UE Sant Julià konnte den Titel erfolgreich verteidigen und gewann den insgesamt dritten Titel.

## Turnierverlauf

### 1. Runde
In der ersten Runde traten die acht zur Saisonhälfte besten Mannschaften der Segona Divisió gegeneinander an. Gespielt wurde am 16. Januar 2011.
|                   | Ergebnis |                           |
| ----------------- | -------- | ------------------------- |
| FC Santa Coloma B | 2:4      | UE Extremenya             |
| Principat B       | 2:3      | Atlètic Club d’Escaldes   |
| UE Engordany      | 4:3      | FC Lusitanos B            |
| FC Rànger’s       | 4:1      | Penya Encarnada d’Andorra |

### Achtelfinale
Die nach zwölf Runden der Primera Divisió auf den Plätzen fünf bis acht platzierten Mannschaften traten im Achtelfinale in den Bewerb ein. Es spielte jeweils ein Team der Primera Divisió gegen eines der Segona Divisió. Gespielt wurde am 23. Januar 2011.
|                         | Ergebnis |                           |
| ----------------------- | -------- | ------------------------- |
| UE Extremenya           | 1:2      | Casa Estrella del Benfica |
| Atlètic Club d’Escaldes | 1:6      | Inter Club d’Escaldes     |
| UE Engordany            | 1:6      | FC Encamp                 |
| FC Rànger’s             | 3:1      | CE Principat              |

### Viertelfinale
In dieser Runde treten auch die restlichen Mannschaften der Primera Divisió in den Pokalbewerb ein. Die Auslosung erfolgte so, dass keine zwei der neu eingetretenen Teams gegeneinander antreten. Die Spiele fanden zwischen dem 30. März und dem 10. April 2011 statt.
|                           | Gesamt |                 | Hinspiel | Rückspiel |
| ------------------------- | ------ | --------------- | -------- | --------- |
| Casa Estrella del Benfica | 00:11  | UE Santa Coloma | 0:7      | 0:4       |
| Inter Club d’Escaldes     | 1:8    | FC Lusitanos    | 0:6      | 1:2       |
| FC Encamp                 | 00:19  | FC Santa Coloma | 0:9      | 00:10     |
| CE Principat              | 01:11  | UE Sant Julià   | 0:3      | 1:8       |

### Halbfinale
Die Hinspiele fanden am 17. April und die Rückspiele am 1. Mai 2011 statt.
|                 | Gesamt          |               | Hinspiel | Rückspiel |
| --------------- | --------------- | ------------- | -------- | --------- |
| UE Santa Coloma | 4:2             | FC Lusitanos  | 1:1      | 1:2       |
| FC Santa Coloma | 5:5 (1:4 i. E.) | UE Sant Julià | 2:3      | 3:2 n. V. |

### Finale
| Paarung  | UE Santa Coloma – UE Sant Julià                |
| Ergebnis | 1:3                                            |
| Datum    | 8. Mai 2011                                    |
| Stadion  | Camp d’Esports d’Aixovall, Sant Julià de Lòria |
| Tore     | unbekannt                                      |